# (38686) 2000 QE10
2000 QE10 (asteroide 38686) é um asteroide da cintura principal. Possui uma excentricidade de 0.25904780 e uma inclinação de 3.04613º.
Este asteroide foi descoberto no dia 24 de agosto de 2000 por LINEAR em Socorro.